# Буферний об'єм газу газосховища
Буферний об'єм газу газосховища (рос. буферный объем газа газохранилища, англ. buffer gas volume; нім. Puffergasvolumen n) — об'єм газу газосховища, який в період нормальної циклічної експлуатації залишається в підземному газовому сховищі до моменту закінчення процесу відбору.
Б.о.г. — джерело механічної енергії, необхідної для подачі газу з пласта до заданого пункту.
Завдяки Б.о.г. дебіти свердловин підтримуються на необхідному рівні.
При водонапірному режимі підземного сховища буферний об'єм газу газосховища протидіє просуванню пластових вод і попереджує обводнення експлуатаційних свердловин.
Буферний об'єм газу газосховища залежить від глибини залягання, фізико-геологічних параметрів і потужності пласта-колектора, а також від технол. режиму експлуатації свердловин.
Буферний об'єм газу газосховища у сховищах, які створюють у виснажених газових родовищах, може формуватися з початкових запасів, які залишились невидобутими з газоносних пластів.
Частка Б.о.г. в повному об'ємі газу у водоносних пластах-сховищах становить 40-50 %, у виснажених газових родовищах — 30-50 %, в штучних пустотах — 10-20 %.